# Belcastel (Aveyron)
Belcastel è un comune francese di 231 abitanti situato nel dipartimento dell'Aveyron nella regione dell'Occitania.

## Monumenti e luoghi d'interesse
- Castello di Belcastel, IX-XIV secolo.

## Società

### Evoluzione demografica
Abitanti censiti

## Amministrazione

### Gemellaggi
- Vitulano, dal 2013[2]